# Valdeurspinnen (Ctenizidae)
De valdeurspinnen (Ctenizidae) zijn een familie van spinnen. Ze danken hun naam aan het gebruik van een goed verborgen nest voor het vangen van de prooi. Er zijn echter ook spinnen uit andere families die deze methode toepassen waardoor de naam valdeurspinnen niet altijd wordt gebruikt voor soorten uit de Ctenizidae-familie, bijvoorbeeld ook voor de Idiopidae.
De valdeurspinnen maken een tunnelvormig nest op de bodem of soms op boomschors of bladeren, waarvan het uiteinde wordt afgesloten door een goed gecamoufleerd klepje gemaakt van substraat en spinrag. Rond de afgesloten opening zijn door de spin struikeldraden gesponnen, die als een prooi langs loopt worden aangeraakt. De spin merkt de trillingen op, opent razendsnel de 'deur' van zijn nest en valt de prooi aan.

## Geslachten
- Cteniza Latreille, 1829
- Cyrtocarenum Ausserer, 1871